# Otto Kindermann
Otto Kindermann (21. března 1863 Ondřejov – ???) byl rakouský politik německé národnosti z Moravy; poslanec Moravského zemského sněmu.

## Biografie
Narodil se v Ondřejově v domě čp. 29. Jeho otcem byl Franz Kindermann (1823–1894), který v 2. polovině 19. století rovněž zasedal na Moravském zemském sněmu. Franz a po něm i Otto byli držiteli dědičné rychty v Ondřejově (Andersdorf).
Počátkem 20. století se zapojil i do vysoké politiky. V doplňovacích zemských volbách 18. října 1905 byl zvolen na Moravský zemský sněm, za kurii venkovských obcí, obvod Šternberk, Rýmařov. Nahradil poslance Aloise Zöllnera. Mandát obhájil v řádných zemských volbách roku 1906, nyní (po volební reformě) za mírně pozměněný německý obvod Rýmařov, Dvorec v kurii venkovských obcí. V roce 1906 se uvádí jako kandidát Německé radikální strany (Deutschradikale Partei, do roku 1907 Freialldeutsche Partei).
Po vzniku Československa byl aktivní v sudetoněmeckých zemědělských spolcích. V roce 1928 mu bylo uděleno ocenění od Ústředního svazu německých zemědělských společenství Moravy, Slezska a Slovenska (Zentralverband der deutschen landwirtschaftlichen Genossenschaften Mährens, Schlesiens und der Slowakei). V adresáři zemědělských organizací (konkrétně spolku Landwirtschaftliche Bezugs- und Verwertungszentrale v Brně) je zmiňován jako jeden z jednatelů ještě v roce 1938.